# Gašper Markič
Gašper Markič, né le 22 août 1986 à Kranj, est un skieur alpin slovène. Il est spécialiste des épreuves de vitesse.

## Biographie
Sa carrière officielle commence lors de la saison 2001-2002. Il découvre la Coupe d'Europe en 2004, obtenant son premier podium en février 2009, peu après ses débuts en Coupe du monde à Wengen. Entre-temps, il devient vice-champion du monde junior de super G en 2006. Il marque ses premiers points en décembre 2009 au super combiné de Beaver Creek. 
En janvier 2011, il est douzième de la descente de Chamonix, son meilleur résultat dans l'élite. Il prend part aux Championnats du monde de Garmisch-Partenkirchen le mois suivant dans cette discipline ; il s'y classe 30e.
Lors de la saison 2011-2012, qui est sa dernière, il marque des points sur quelques super G. Sa carrière sportive a été jalonée de blessures, mais ne regrette rien, devenant entraîneur dans l'équipe nationale slovène.

## Palmarès

### Championnats du monde
| Épreuve / Édition      | Descente | Super G | Slalom géant | Slalom | Combiné |
| Mondiaux 2011 Garmisch | 30e      | —       | —            | —      | —       |

Légende :
- — : Il n'a pas participé à cette épreuve

### Coupe du monde
- Meilleur classement général : 108e en 2012.
- Meilleur résultat : 12e.

#### Classements détaillés
| Saison / Épreuve | Saison / Épreuve | Général | Général | Descente | Descente | Slalom | Slalom | Slalom géant | Slalom géant | Super G | Super G | Combiné | Combiné |
| ---------------- | ---------------- | ------- | ------- | -------- | -------- | ------ | ------ | ------------ | ------------ | ------- | ------- | ------- | ------- |
| Saison / Épreuve | Saison / Épreuve | Class.  | Points  | Class.   | Points   | Class. | Points | Class.       | Points       | Class.  | Points  | Class.  | Points  |
| 2010             | 2010             | 152e    | 2       | -        | -        | -      | -      | -            | -            | -       | -       | 46e     | 2       |
| 2011             | 2011             | 119e    | 22      | 39e      | 22       | -      | -      | -            | -            | -       | -       | -       | -       |
| 2012             | 2012             | 108e    | 27      | -        | -        | -      | -      | -            | -            | 39e     | 27      | -       | -       |

### Championnats du monde junior
- Québec 2006 :
  -  Médaille d'argent au super G.

### Coupe d'Europe
- 2 podiums.